# Биковець Вячеслав Михайлович

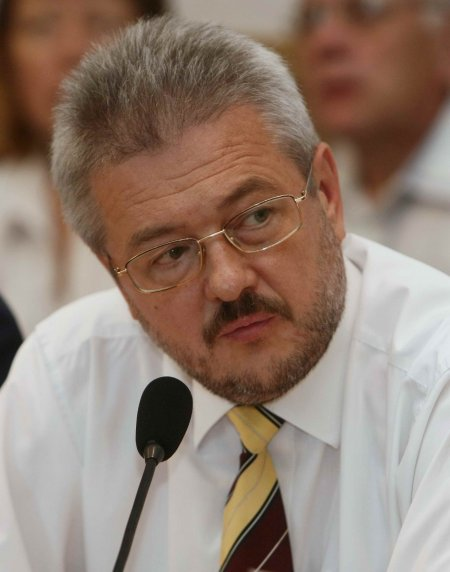
Вячеслав Биковець

Вячесла́в Миха́йлович Би́ковець (10 жовтня 1956, с. Степанці Канівського району Черкаської області) — український громадський діяч, співзасновник, перший віце-президент, генеральний директор Спілки підприємців малих, середніх і приватизованих підприємств України, в.о.президента Всеукраїнської асоціації роботодавців (ВАР). Член Української сторони Платформи громадянського суспільства Україна — ЄС.

## Біографічні відомості
Українець. В 1979 закінчив з відзнакою Київський державний університет імені Т.Шевченка, географ-картограф.
- 1979–1983 — інженер-картограф, редактор, Науково-редакційне картоскладальне підприємство, м. Київ.
- 1983–1985 — інспектор, Подільський районний комітет народного контролю м. Києва.
- 1985–1991 — завідувач відділу культури, народної освіти та охорони здоров'я, Київський міський комітет народного контролю.
- 1991–1993 — референт, провідний спеціаліст, головний спеціаліст, Товариство книголюбів України, м. Київ.
- 1993–1995 — завідувач відділу, заступник директора, Київська філія САТ «Саламандра».
- З 1995 — віце-президент, заступник генерального директора, 1-й віце-президент, генеральний директор, Спілка підприємців малих, середніх і приватизованих підприємств України.

Захоплення: художня література.
Батько — Михайло Андрійович (1926–2005)  — тракторист, комбайнер, бригадир тракторної бригади колгоспу "Україна"; мати — Ганна Архипівна (1925-2017)  — санітарка, сестра-господарка Степанецької дільничної лікарні; дружина Людмила Володимирівна (1958) — фінансист, начальник відділу фінансової компанії «Житло-інвест»; син Биковець Сергій Вячеславович (1981) — інженер з комп'ютерних систем; дочка Биковець Тетяна Вячеславівна (1985) — магістр фінансів, працює в Державному центрі зайнятості України; онуки: Єлизавета (2007), Кирило (2013), Анастасія (2018).

## Громадська діяльність

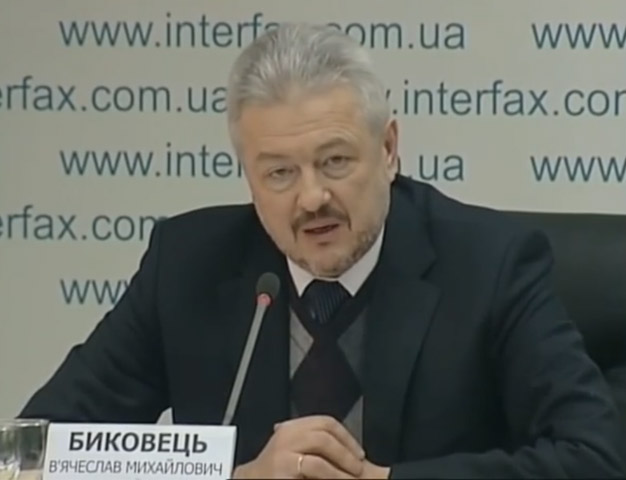
В'ячеслав Биковець на прес-конференції у лютому 2014

- заступник Голови Ради Федерації роботодавців України (2011-2016);
- голова Комітету підприємців малого і середнього бізнесу при Торгово-промисловій палаті України (з 2002);
- член Ради підприємців при Кабінеті Міністрів України (з 2005);
- член Координаційної ради з питань розвитку підприємництва при Київському міському голові (з 2005);
- член Ради з акредитації Національного агентства з акредитації України (з 2006);
- Член Національної тристоронньої соціально-економічної ради (2006 - 2017);
- голова Громадської ради при ГоловКРУ України  (2006 - 2010);
- член Громадської ради при Державному комітеті України з питань технічного регулювання та споживчої політики України (2006 - 2008);
- голова Громадської колегії при Державному комітеті України з питань регуляторної політики та підприємництва України (2008 - 2010);
- член Громадської ради при Міністерстві фінансів України (2011 - 2014);
- член Громадської ради при Київській міській державній адміністрації (2011 - 2014);
- член Громадської ради при Державній службі України з питань регуляторної політики та розвитку підприємництва України (2012 - 2014);
- член Громадської ради при Міністерстві економічного розвитку і торгівлі України  (2013 - 2019);
- член Громадської ради при Державній регуляторній службі України (з 2015);
- член Громадської ради при Державній службі України з питань безпечності харчових продуктів і захисту споживачів України (з 2016);
- член Громадської ради при Антимонопольному комітеті України (2017 - 2019).

Вячеслав Биковець — ініціатор і активний учасник проведення багатьох конференцій з проблем розвитку підприємництва. Автор багатьох статей з проблем діяльності бізнес-асоціацій, їх ролі в розвитку і підтримці підприємництва в Україні, в побудові і розвитку демократичного суспільства в Україні.
Як експерт неодноразово залучався до роботи над розробкою проектів законодавчо-нормативних актів, що стосуються підприємництва, вирішення проблем, що стоять на заваді розвитку малого бізнесу.

## Відзнаки
- Орден «За заслуги» ІІІ ступеня (2012 р.) — «за вагомий особистий внесок у розвиток вітчизняного підприємництва, зміцнення промислового потенціалу держави, багаторічну сумлінну працю»
- Почесна грамота Кабінету Міністрів України (2003) — «за самовіддану працю, вагомий особистий внесок в реформування національної економіки, розвиток підприємництва та формування ринкової структури в Україні»
- Почесна Грамота Комітету Верховної Ради України з питань промислової і регуляторної політики та підприємництва (2009 р.)
- Почесна грамота Кабінету Міністрів України (2003 р.)
- Подяки Прем'єр-міністра України (2004 р., 2009 р.)
- Відзнаки Мінпраці «Знак пошани» (2006 р.), «За вислугу» (2010 р.)
- Почесна Грамота Державного Комітету України з питань регуляторної політики та підприємництва (2002 р., 2005 р., 2006 р.)
- Почесна відзнака Державного центру зайнятості «За співпрацю» (2007 р., 2010 р.)
- Подяки (2006 р., 2010 р.), Почесні грамоти (2008 р., 2009 р.) правління Фонду загальнообов'язкового державного соціального страхування на випадок безробіття
- Почесна Грамота Ради підприємців при Кабінеті Міністрів України (2006 р.)
- Нагрудний Знак Київського міського голови «Знак пошани» (2006 р.)
- Почесна грамота Київського міського голови (2002 р.)
- Подяка Голови Київської міської державної адміністрації (2001 р.)

## Публікації
Автор (співав.) книг:
- «Підприємництво: можливості кожного» (1999, співав.),
- "Громадські об'єднання".
- «Об'єднання підприємців в системі підтримки і розвитку підприємництва в Україні» (2004, співав.),
- «Що необхідно знати підприємцям про бізнес-асоціації» (2005, співав.),
- «Що необхідно знати підприємцям про державне соціальне страхування» (2005, співав.).
- Довідник  для підприємців малих і середніх підприємств щодо профілактики ВІЛСНІДу на робочих місцях (2009, співав.)
- Довідник для підприємців, щодо профілактики ВІЛ на робочих місцях "Не дай СНІДу шанс!" (2014, співав.)
- В вересні-жовтні 2009р. Спілкою підприємців малих, середніх і приватизованих підприємств України  спільно з науковцем Р.А.Могильницьким проведено дослідження щодо попиту малого підприємництва на кредитні ресурси".
- СПІЛКА: ВЧОРА, СЬОГОДНІ, ЗАВТРА до 15-річчя від дня заснування ч.I.(2005, співав.)
- СПІЛКА: ВЧОРА, СЬОГОДНІ, ЗАВТРА до 15-річчя від дня заснування ч.II.(2005, співав.)
- СПІЛКА: ВЧОРА, СЬОГОДНІ, ЗАВТРА до 20-річчя від дня заснування (2010, співав.)
- Бюлетень з кредитування.